# Paulianacarus sarbias
Paulianacarus sarbias är en kvalsterart som beskrevs av Coetzee 200. Paulianacarus sarbias ingår i släktet Paulianacarus och familjen Lohmanniidae. Inga underarter finns listade i Catalogue of Life.